# حمار (جنيس)
الحمار (Asinus) هو جُنَيْس من جنس الخيل (حيوان رعي وحيد الأصابع، أي ذو حافر) يشمل عدة نُوَيْعات فصيلة الخيليات، تتميز بأذنين طويلتين، بنية نحيلة ومستقيمة الظهر، تفتقر إلى غارب حقيقي، خشن العرف والذيل، ومعروف بالمتانة والقدرة على التحمل.
الحمار هو أشهر ممثل مستأنس للجنيس ذي كل من الأصناف المستأنسة والوحشية. من بين أنواع جنيس الحمار، تعيش العديد من الأنواع التي لم يتم تدجينها أبدًا في آسيا وإفريقيا.

## التصنيف
جنس: الخيل، Equus
- جنيس: حمار، Asinus
  - عير إفريقي، Equus africanus[2][3]
    - عير نوبي، Equus africanus africanus
    - عير صومالي، Equus africanus somaliensis
    - عير الأطلس، Equus africanus atlanticus (منقرض)
    - حمار مستأنس، Equus africanus asinus

  - الأخدر، أو الحمار البري الآسيوي، Equus hemionus
    - فرأ منغولي [الإنجليزية]، Equus hemionus hemionus
    - فرأ هندي [الإنجليزية]، Equus hemionus khur
    - فرأ تركماني، Equus hemionus kulan[4]
    - أخدر فارسي، Equus hemionus onager
    - فرأ الشام، Equus hemionus hemippus (منقرض)
    - فرأ أوروبي [الإنجليزية]، Equus hemionus hydruntinus[5] (منقرض)

  - فرأ التبت، Equus kiang
    - فرأ التبت الغربي [الإنجليزية]، Equus kiang kiang
    - فرأ التبت الشرقي [الإنجليزية]، Equus kiang holdereri
    - فرأ التبت الجنوبي [الإنجليزية]، Equus kiang polyodon
    - فرأ التبت الشمالي [الإنجليزية]، Equus kiang chu